# Parque Naucalli
El Parque Naucalli es uno de los parques más importantes de la Zona Metropolitana del Valle de México se encuentra ubicado al norponiente de la Ciudad de México, al sur de Ciudad Satélite, en el municipio de Naucalpan de Juárez.
Originalmente fue un ejido denominado Ejido de Oro. Se inauguró como parque el 2 de octubre de 1982. Desde entonces es un sitio muy frecuentado por los habitantes de la zona durante los fines de semana, ya que cuenta con extensas áreas verdes pobladas principalmente por árboles de eucalipto. Cuenta además con zonas de recreación, actividades deportivas y culturales. 
En su interior se encuentra el Foro Felipe Villanueva, el Centro Cultural Agora, así como Casa de Cultura; espacio donde se imparten más de sesenta talleres y están relacionados con actividades culturales, deportivas y holísticas. Es una reserva ecológica ya que es considerado como una de las pocas áreas verdes al norte de la ciudad. Cuenta con área de juegos para mascotas caninas, tiene además un pequeño circuito para recorrerse en bicicleta o patines y también cuenta con otra pista de patinaje sobre ruedas. 
Tiene tres accesos principales que son: Periférico Norte, Av. Lomas Verdes y Boulevard Santa Cruz.

## Historia
En 1975 es expropiado el llamado Ejido de Oro, a instancias de la sociedad civil, evitando con esto la construcción de un área habitacional que aumentaría los problemas ya de por sí existentes en el área. En 1977 se inicia la reforestación de la zona y en 1982 se abre al público con todas las instalaciones planeadas en marcha.
Posteriormente funciona bajo la administración estatal y, desde 1994, bajo la administración municipal.
En 1996 se crea un diseño de programas específicos en el área ecológica, deportiva, recreativa y cultural.